# 韦勒
韦勒（法語：Velles，法語發音：[vɛl] ⓘ）是法国安德尔省的一个市镇，位于该省中部偏南，属于沙托鲁区。

## 地理
韦勒（46°41'17"N, 1°38'57"E）面积63.09 平方千米，位于法国中央-卢瓦尔河谷大区安德尔省，该省份为法国中部省份，北起卢瓦-谢尔省，西北接安德尔-卢瓦尔省，西南接维埃纳省，南至克勒兹省和上维埃纳省，东临谢尔省。
与韦勒接壤的市镇（或旧市镇、城区）包括：阿尔通、布埃斯、吕昂、莫奈、勒潘索内、唐迪、圣莫尔。

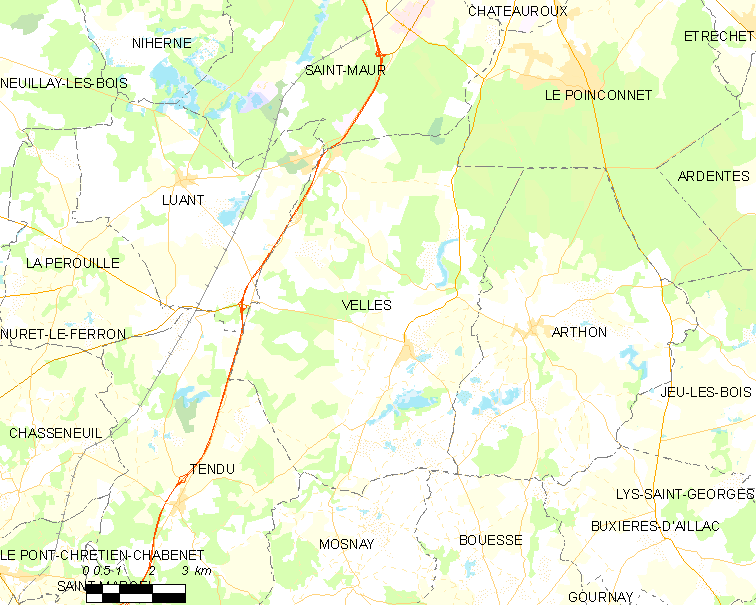
韦勒的OSM定位图

韦勒的时区为UTC+01:00、UTC+02:00（夏令时）。

## 行政
韦勒的邮政编码为36330，INSEE市镇编码为36231。

## 政治
韦勒所属的省级选区为克勒兹河畔阿让通县。

## 人口

1962-2008年间韦勒人口变化图示

韦勒于2022年1月1日时的人口数量为979人。